# Château de la Valouze
Le château de la Valouze est une bâtisse du XIXe siècle, située dans la commune de La Roche-Chalais en Dordogne. Le domaine de La Valouze recouvre une ancienne métairie du Marquisat située sur la paroisse de Saint-Michel-de-Rivière. 

## Historique
Bâti en 1861 par le baron Gustave Arlot de Saint-Saud, père du comte de Saint-Saud, au milieu d'une propriété de 55 hectares, l'ensemble de la construction présente une symétrie parfaite. 
Le boisement du parc comprend des espèces exotiques : cyprès chauves, ginkgo biloba, eucalyptus associés aux pins et aux chênes-lièges.